# Muzikale paddenstoel (Efteling)
De muzikale paddenstoel is een zitbankje gevormd als een vliegenzwam waar clavecimbelmuziek uit klinkt. De gespeelde muziek is de menuet in G major, gecomponeerd door Christian Petzold. Het is een kleine attractie in het Nederlandse attractiepark de Efteling, waar het in het Sprookjesbos langs de paden terug te vinden is. De technische realisatie van de paddenstoelen is naar een idee van Peter Reijnders. 

## Geschiedenis
De muzikale paddenstoelen zijn sinds 31 mei 1952 in de Efteling te vinden, toen 15 stuks. Deze werden met de hand vervaardigd en beschilderd en waren stuk voor stuk uniek. De paddenstoelen worden sinds 2001 met een matrijs gefabriceerd en deze zijn daardoor identiek. 
Sedert 2012, bij de laatste nieuwe toevoeging op de route tussen De Nieuwe Kleren van de Keizer en de Sprookjesboom, zijn 19 paddenstoelen terug te vinden in het Sprookjesbos. Tot 2016 was de laatste originele paddenstoel terug te vinden bij het huisje van Hans en Grietje.

## Wetenswaardigheden
- Eerder stond er een paddenstoel bij de oude Smulpaap. Dit was de enige paddenstoel die buiten het Sprookjesbos te vinden was. De paddenstoel werd gebruikt als camouflage voor de uitblaasopening van de Moeder Gijs-versie van Holle Bolle Gijs.
- Vanaf december 1999 worden tijdens Winter Efteling de hoed van de paddenstoelen vervangen door bewerkte versies met sneeuw en ijspegels. De rode kleur is dan bordeaux. De bewerkte versie van het geluid is gemaakt door René Merkelbach.
- Bij het 70-jarig jubileum van de Efteling in 2022 werd de muziek tijdelijk vervangen door een verjaardagsnummer.[1]
- Bij de Winter Efteling 2009-2010 waren de paddenstoelen bij de verwisseling van winter- en zomerversie de paddenstoelen te hoog geplaatst. Daardoor staken ze te hoog uit de grond waardoor kinderen er niet meer eigenhandig op konden zitten. In juli 2010 werden ze terug dieper geplaatst.
- De paddenstoelen worden veel gefotografeerd door bezoekers. Ter gelegenheid van het 65 jarig bestaan van de Efteling werd er een verzamelactie van foto's met deze paddenstoelen gehouden.[2]
- De muziek van de paddenstoelen is ook te horen aan de Prinsenpoort.

Lijst van attracties in de Efteling · Lijst van sprookjes in de Efteling · Afbeeldingen